# Coixinet (mecànica)

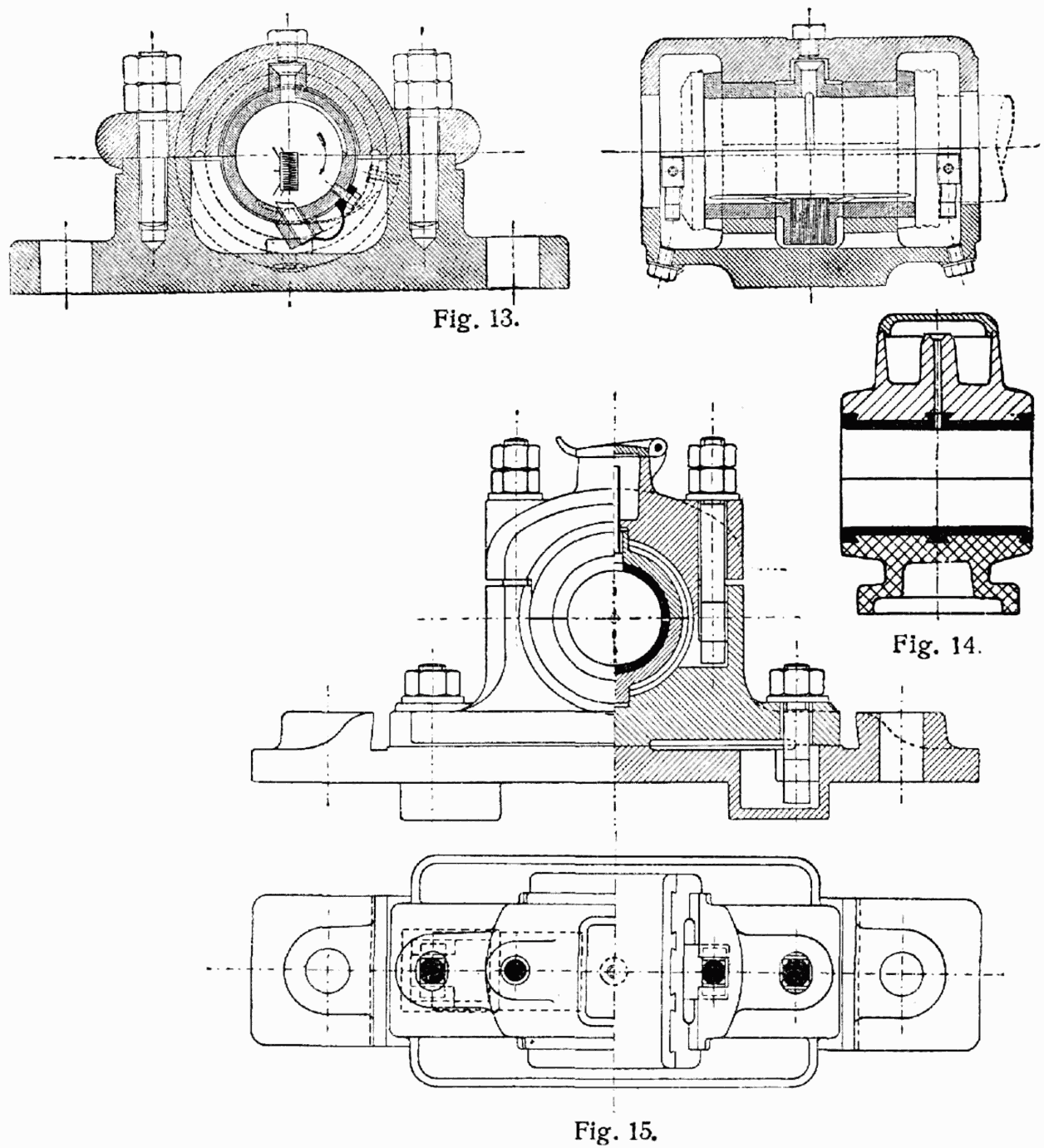
Diversos dibuixos de coixinets

En mecànica es coneix amb el nom de coixinet, tota part que subjecta un eix, normalment dotat d'un sistema contra el fregament, i amb possibilitat d'ésser lubricat.
Normalment avui en dia, i per evitar desgastaments no desitjats, entre l'eix i l'allotjament ens trobem amb un coixinet de rodolament (també anomenat rodament), que es defineix com coixinet proveït d'un conjunt de rodets, boles o agulles que rodolen entre dos anells, l'un dels quals va unit al suport i l'altre, a l'òrgan mòbil.

## Història
La necessitat del coixinet es va fer evident amb l'aparició de la roda, ja que era necessari disminuir el fregament entre l'eix i el cub (part central per on gira la roda) de la roda, perquè tot i que ja s'utilitzaven elements lubricants, el fregament continuava essent molt alt.
Va ser quan es va decidir interposar un material porós i amb facilitat d'absorbir el lubricant, i que a la vegada fos resistent a la fricció, que va néixer el coixinet de fricció, molt utilitzat encara avui en dia, per exemple en els motors de combustió interna (coixinets del cigonyal).
Més tard va aparèixer el coixinet de rodolament, que disminueix molt el fregament i facilita la lubricació, amb el que la fabricació de màquines va progressar molt en disminuir les pèrdues per fregament.

## Coixinet de fregament
Els primers coixinets utilitzats eren de fusta, concretament de guaiac (Lignum Vitae), una fusta molt dura i oliosa que procedia de l'Amèrica Central i de les Antilles; sobretot s'utilitzava en aplicacions humides com arbres d'hèlix de vaixell i arbres de rodes hidràuliques o bombes. La vida útil s'estimava en uns 7 anys. Aquest període tan curt quedava compensat per la facilitat d'obtenció de la fusta de guaiac i de substitució dels elements desgastats. I per això, va ser molt utilitzada. Però amb el progrés de la metal·lúrgia i l'augment de velocitat de les màquines, amb la fusta no n'hi havia prou.
En 1839 Isaac Babbit va inventar un aliatge antifricció, que degut a la baixa temperatura de fusió, podia ser modelat fàcilment per la construcció de coixinets.
Aquest tipus de coixinet va ser molt emprat i acostumava a portar unes ranures per facilitar la lubricació; algunes estaven molt elaborades, que s'anomenaven potes d'aranya per la seva forma. Avui en dia es continuen utilitzant, però amb els materials més diversos, només cal veure un catàleg de coixinets de fricció per veure el gran nombre d'aplicacions. També en rellotgeria, sobretot, s'havien utilitzat pedres com el robí com a coixinet (Jewel Thickness).

## Coixinets de rodolament

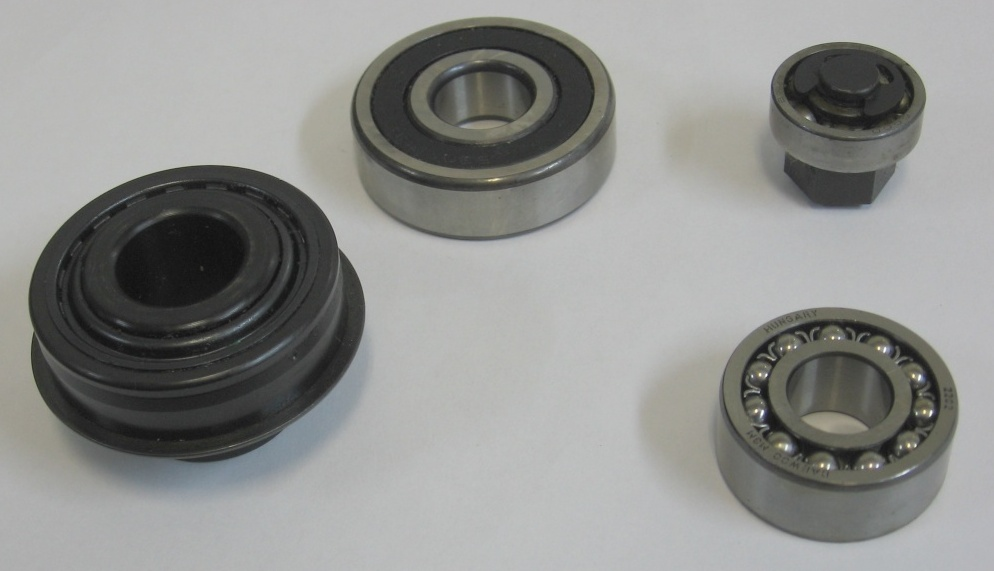
Diferents tipus de coixinets de rodolament

Els antics egipcis ja feien servir troncs d'arbre interposats entre el terra i els trineus que feien servir per transportar els grans blocs de pedra, que feien servir en les seves construccions. En un antic vaixell romà, es van trobar els indicis d'un coixinet de rodolament en fusta per fer anar una plataforma. I el gran Leonardo da Vinci a principis del segle xv ja va dibuixar un coixinet de rodolament amb gàbia, el que demostra que ja comprenia que perquè les boles o rodets no augmentessin la fricció havien de girar sense fricció entre ells.
Però no va ser fins al segle xviii que a Anglaterra es va patentar un coixinet rudimentari, a base de rodets encastats que giraven lliurement dins de l'eix, per a les rodes de carro. I en el segle xix es va perfeccionar tal com el coneixem avui en dia.
Com és lògic pensar, amb el gran desenvolupament a què s'ha arribat avui en dia, existeixen coixinets de rodolament per a tots els usos i de les més diverses maneres, i només es farà un petit repàs de les existències.

### Construcció
Les pistes i els elements de rodolament, estan construïts en acers especials, i amb toleràncies molt estretes, que encara ho són més en el cas de demanar-les, a més estan greixats d'entrada. Mentre que les gàbies i les proteccions laterals són de materials diversos, que van des de la xapa d'acer fins als plàstics, i materials sintètics.

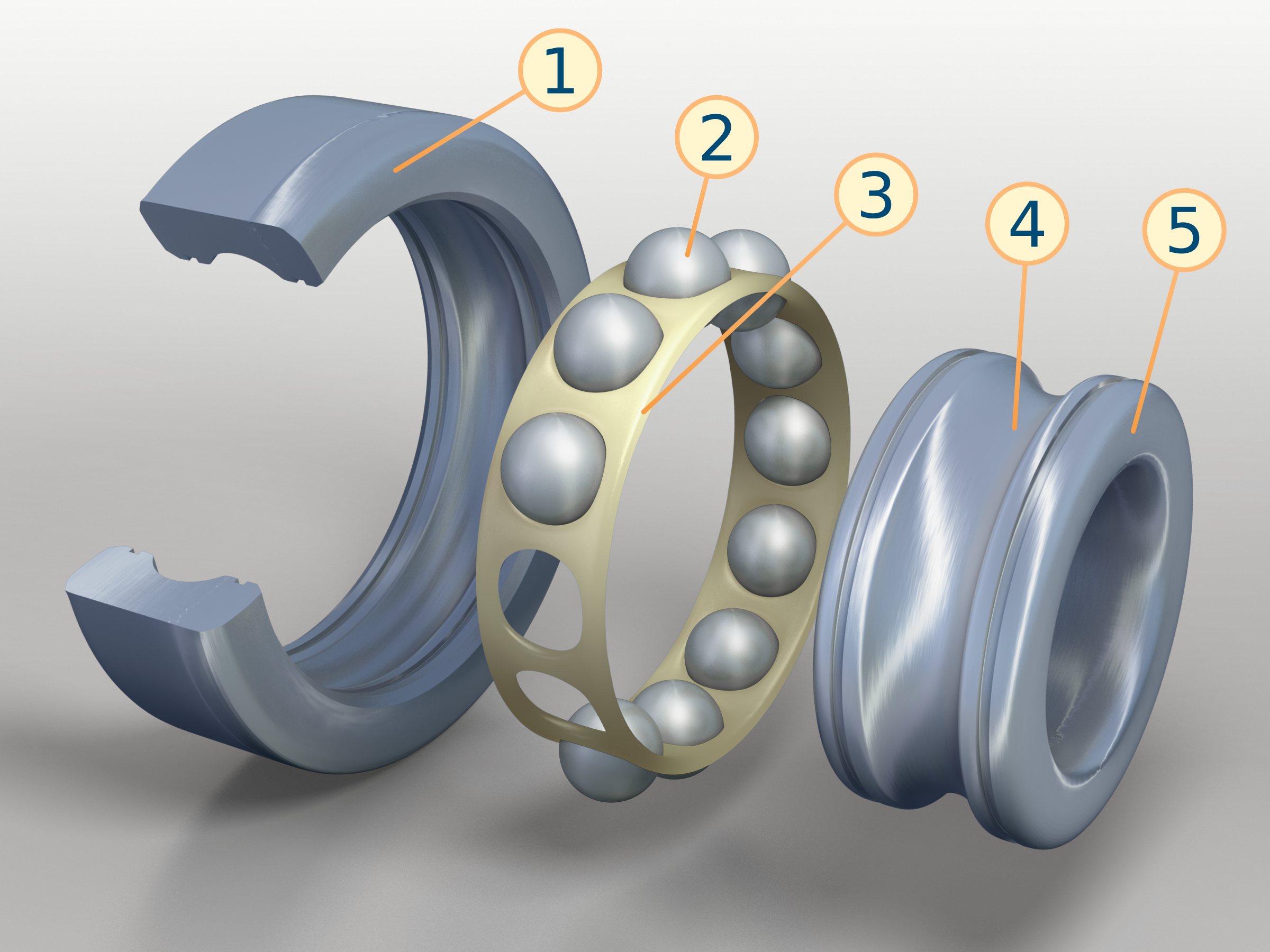
Parts d'un coixinet de boles
1 Pista exterior.
2 Bola.
3 Gàbia.
4 Pista interior.

De manera bàsica es distingeixen en un coixinet 5 elements:
1. La pista exterior, que és l'anell exterior construït amb mides molt precises i que normalment ajusta a pressió en l'allotjament.
2. Elements rodants, que giren entre els dos anells i es mantenen separats per la gàbia.
3. La gàbia, que manté lliures els elements rodants.
4. La pista interior, és l'anell interior, i s'allotja a pressió en l'eix.
5. Protecció: Anell o anells laterals, que tendeixen a protegir l'entrada de cossos estranys entre els elements de rodadura i les pistes (el pitjor que pot succeir per a la durada d'un coixinet).

Segons el cos rodant podrem distingir dues grans famílies :
- Coixinets de boles: Com indica el seu nom, els elements rodants en una o diverses fileres de boles.

- Coixinets de rodets: En aquest cas se substitueixen les boles per rodets. Acostumen a suportar carregues més elevades. I dins dels rodaments de rodets hi ha:
  - Coixinets cònics: Que absorbeixen càrregues axials i laterals. Molt utilitzats en cubs de rodes.
  - Coixinets cilíndrics: Que serveixen per suportar càrregues axials (perpendiculars a l'eix). Poden ser d'una filera o més. Molt utilitzats per a caixes de canvis i material ferroviari.

- Coixinets esfèrics: Molt utilitzats en construcció de maquinària, quan no s'està segur de l'alineació dels allotjaments dels eixos. Cintes transportadores, carretons.[5]

- Coixinets d'agulles: Tipus molt especial de coixinet cilíndric en què els rodets són molt prims i llargs, i poden no portar gàbia.

## Elecció del rodament
Per elegir el rodament que més s'adequa als nostres requeriments, fa falta determinar el tipus de càrrega que hem de gestionar, la velocitat de gir i la durada mitjana que volem donar a aquest rodament. També hi intervenen altres variables com l'ambient, les possibilitats de greixatge i altres variables que es tenen en compte amb l'experiència.

## Manteniment i lubricació
Molts rodaments requereixen manteniment periòdic per evitar errors prematurs, encara que molts altres amb prou feines requereixen manteniment. Aquests últims inclouen diversos tipus de coixinets de polímer, fluids i magnètics, així com coixinets d'elements rodants que es descriuen amb termes que inclouen "coixinet segellat" i "segellat de per vida", que incorporen un segellat per mantenir fora la brutícia i evitar que s'escapi el greix que els lubrica. S'usen amb èxit en moltes aplicacions, brindant un funcionament lliure d'operacions de manteniment, encara que en alguns casos no es poden fer servir de manera efectiva.
Els rodaments no segellats sovint tenen un punt de greixatge destinat a facilitar la lubricació periòdica amb una oliera, o una recambra per ser omplerta periòdicament amb oli. Abans de la dècada de 1970 no eren habituals, i el greixat era una activitat més comuna que actualment. Per exemple, els xassís dels automòbils solien requerir "treballs de lubricació" gairebé tan sovint com els canvis d'oli del motor, però els xassís dels automòbils d'avui dia la majoria estan segellats de per vida. Des de finals de 1700 fins a mitjans de 1900, la indústria depenia de molts treballadors anomenats engreixadors per lubricar la maquinària amb freqüència.
Actualment, les màquines de fàbrica solen tenir "sistemes de lubricació", en què una bomba central subministra càrregues periòdiques d'oli o greix des d'un dipòsit a través de "línies de lubricació" als diversos "punts de lubricació" a les superfícies de suport de la màquina, els coixinets, o els blocs de coixí. La sincronització i el nombre d'aquests "cicles de lubricació" es regulen mitjançant el control computat de la màquina, utilitzant un controlador lògic programable o sistemes de control numèric, així com mitjançant funcions d'operació manual quan es necessiten ocasionalment. Aquest procés automatitzat és la manera com es lubriquen totes les màquines eina assistides electrònicament modernes i moltes altres màquines de fàbrica actuals.
També s'utilitzen sistemes de lubricació similars en màquines no automatitzades, cas en què es disposa d'una bomba manual que se suposa que l'operador de la màquina ha de bombar una vegada al dia (per a màquines en ús constant) o una vegada a la setmana. Aquests es denominen "sistemes d'un sol pas" pel seu principal punt d'accionament: una sola estirada d'una maneta serveix per lubricar la màquina completa, en lloc d'una dotzena de posicions diferents al voltant de la màquina on fer servir una setrillera o una llauna de oli.
El sistema de lubricació dins un motor modern d'automòbil o camió és similar en concepte als sistemes de lubricació esmentats anteriorment, excepte que l'oli es bomba contínuament. Gran part d'aquest oli flueix a través de passatges perforats o fosos a la culata i al bloc del motor, arribant a través d'aquests conductes directament als coixinets i sortint a dolls a altres llocs per proporcionar un bany doli. La bomba d'oli simplement bomba constantment, i qualsevol excés d'oli bombat escapa contínuament a través d'una vàlvula d'alleujament cap a l'embornal del càrter.
Molts rodaments en operacions industrials d'alt cicle necessiten lubricació i neteja periòdiques, i molts requereixen un ajustament ocasional, com un ajustament de precàrrega, per minimitzar els efectes del desgast.
La vida útil del rodament sol ser molt més gran quan es manté net i ben lubricat. Tot i això, moltes aplicacions dificulten un bon manteniment. Un exemple són els rodaments de la cinta transportadora d'una trituradora de roques, estan contínuament exposats a partícules abrasives dures. La neteja és de poca utilitat per la dificultat que implica, i perquè el rodament s'embruta novament tan aviat com el transportador reprèn l'operació. Per tant, un bon programa de manteniment podria lubricar els coixinets amb freqüència, però no incloure cap desmuntatge per a la neteja. La lubricació freqüent, per la seva naturalesa, proporciona un tipus limitat d'acció de neteja, en desplaçar l'oli o el greix més antic (ple de sorra) per una càrrega nova, que alhora acumula sorra abans de ser desplaçada pel proper cicle. Un altre exemple, són els coixinets de les turbines eòliques, que en dificulten el manteniment ja que la gòndola es col·loca a l'aire en zones de vent fort. A més, la turbina no sempre funciona i està subjecta a un comportament operatiu diferent en diferents condicions climàtiques, cosa que fa que la lubricació adequada sigui un desafiament.

### Detecció de fallades a la pista exterior de coixinets d'elements rodants
Els rodaments s'utilitzen àmpliament en les indústries actuals i, per tant, el seu manteniment es converteix en una tasca important. Els elements rodants tendeixen a desgastar-se amb facilitat a causa del contacte de metall amb metall, cosa que genera errors a la pista exterior, la pista interior i els propis rodets. També és el component més vulnerable d'una màquina perquè sovint es troba sota condicions d'alta càrrega i alta velocitat de funcionament. El diagnòstic regular de fallades en els coixinets d'elements rodants és fonamental per a la seguretat industrial i les operacions de les màquines, a més de reduir els costos de manteniment o evitar el temps de parada. Entre la pista exterior, la pista interior i la bola, la pista exterior tendeix a ser més vulnerable a fallades i defectes.
Els elements rodants poden excitar la freqüència fonamental del component del rodament quan passen per un punt danyat a la pista exterior. Per tant, cal identificar la freqüència natural de la pista exterior del rodament i els seus harmònics. Les fallades dels coixinets creen impulsos i donen com a resultat forts harmònics de les freqüències de fallada en l'espectre de senyals de vibració, que de vegades queden emmascarades per freqüències adjacents als espectres a causa de la seva poca energia. Per tant, sovint es necessita una resolució espectral molt alta per identificar aquestes freqüències durant una anàlisi mitjançant una transformada ràpida de Fourier.
La freqüència fonamental d'un rodament amb les condicions de contorn lliures és de 3 kHz. Per tant, per utilitzar el mètode d'amplada de banda de la ressonància d'un component d'un rodament per detectar la fallada en una etapa inicial, cal utilitzar un acceleròmetre amb un rang de mesurament d'alta freqüència, i cal registrar dades durant un període perllongat. Una freqüència característica de fallada només es pot identificar quan l'extensió de la sentència és severa, com la presència d'un forat a la pista exterior. Els harmònics de la freqüència de fallada són un indicador més sensible a la pista exterior del rodament. Per a una detecció més rigorosa de fallades en rodaments defectuosos, les tècniques de forma d'ona i anàlisi de l'espectre ajudaran a revelar-los. No obstant això, si es fa servir una desmodulació d'alta freqüència en l'anàlisi envoltant per detectar freqüències característiques de fallades en els rodaments, els professionals de manteniment han de ser més curosos en l'anàlisi a causa de la influència de la ressonància, ja que pot contenir o no components de freqüències de fallada.
L'ús de l'anàlisi espectral com a eina per identificar els errors als rodaments s'enfronta a complexos desafiaments a causa de problemes com la baixa energia, la baixa nitidesa del senyal, o la cicloestacionalitat. Sovint es desitja una alta resolució per diferenciar els components de la freqüència de fallada d'altres freqüències adjacents de gran amplitud. Per tant, quan es mostra el senyal per a l'anàlisi per la transformada ràpida de Fourier, la longitud de la mostra ha de ser prou gran per brindar una resolució de freqüència adequada a l'espectre. A més, mantenir el temps de càlcul i la memòria dins dels límits i evitar truncaments no desitjats pot ser exigent. Tot i això, es pot obtenir una resolució de freqüència mínima requerida en estimar les freqüències de fallada del coixinet i altres components de freqüència de vibració i els seus harmònics en funció de la velocitat de l'eix, la desalineació, la freqüència de funcionament, o l'efecte de caixa d'engranatges.

### Confinament del lubricant
Alguns rodaments usen una greix espès per a la lubricació, que s'introdueix en els espais existents entre les superfícies de suport, també conegut com "empaquetadura". El greix es manté al seu lloc mitjançant una junta de plàstic, cuir o goma (antigament coneguda com a premsaestopes) que cobreix les vores interior i exterior de la pista del coixinet per evitar que s'escapi el lubricant.
Els rodaments també es poden empaquetar amb altres materials. Històricament, les rodes dels vagons de ferrocarril usaven coixinets de maniguet plens de "rebuigs" o trossos solts de cotó o fibra de llana xops en oli confinats en les denominades caixes de greix, i posteriorment van passar a utilitzar coixinets sòlids de cotó.

### Greixador d'anell
Els rodaments es poden lubrificar amb un anell de metall que es desplaça lliurement sobre l'eix giratori central del rodament. Aquest anell penja dins una cambra que conté oli lubricant. A mesura que el coixinet gira, l'adhesió viscosa puja l'oli per l'anell i el diposita a l'eix, on migra el coixinet per lubricar-lo. L'excés d'oli s'expulsa i es torna a acumular a la cambra.

### Lubricació per esquitxada
Una forma rudimentària de greixatge és la lubricació per esquitxada. Algunes màquines contenen una cubeta plena de lubricant a la part inferior, amb engranatges parcialment submergits al líquid o bieles que poden girar cap avall i introduir-se al recipient mentre funciona el dispositiu. Les rodes giratòries llancen oli a l'aire al seu voltant, mentre que les bieles colpegen la superfície de l'oli i l'esquitxen a l'atzar a les superfícies interiors del motor. Alguns motors de combustió interna petits contenen específicament "rodes deflectores" de plàstic especial que escampen oli a l'atzar al voltant de l'interior del mecanisme.

### Lubricació a pressió
Per a màquines d'alta velocitat i alta potència, la pèrdua de lubrificant pot resultar en un ràpid escalfament dels rodaments i danys a causa de la fricció. També en ambients bruts, l'oli es pot contaminar amb pols o deixalles que augmenten la fricció. En aquestes aplicacions, es pot disposar contínuament d'un nou subministrament de lubricant al rodament i totes les altres superfícies de contacte, i l'excés es pot recol·lectar per filtrar-lo, refredar-lo i possiblement reutilitzar-lo. La lubricació a pressió s'usa comunament en motors de combustió interna grans i complexos en aquelles parts del motor on l'oli esquitxat directament no pot arribar, com en els conjunts de vàlvules superiors. Els turbocompressors d'alta velocitat també solen requerir un sistema d'oli pressuritzat per refredar els coixinets i evitar que es cremin a causa de la calor de la turbina.

### Rodaments compostos
Els coixinets compostos estan dissenyats amb un revestiment de politetrafluoroetilè (PTFE) autolubricant amb un respatller de metall laminat. El revestiment de PTFE ofereix una fricció constant i controlada, a més de durabilitat, mentre que el respatller de metall garanteix que el coixinet compost sigui robust i capaç de suportar altes càrregues i tensions durant la seva llarga vida útil. El seu disseny també el fa lleuger: una desena part del pes d'un rodament tradicional.

## Llista de fabricants més importants
- FAG–INA - Schaeffer Group (Alemanya)

- KML – KML Bearing (Canada)

- NTN-SNR – NTN-SNR Corporation (Japó - França)

- SNR – Societé National de Roulements (França)

- SKF – SKF Group (Suècia)

- Timken – The Timken Company (Estats Units)